# Zmišovice
Zmišovice (německy Smischowitz) jsou malá vesnice, část města Červená Řečice v okrese Pelhřimov. Nachází se asi 2 km na jihovýchod od Červené Řečice. V roce 2009 zde bylo evidováno 31 adres. Žije zde 32 obyvatel.
Zmišovice jsou také název katastrálního území o rozloze 3,15 km2.